# Neomochtherus rubipygus
Neomochtherus rubipygus är en tvåvingeart som beskrevs av Pavel Lehr 1972. Neomochtherus rubipygus ingår i släktet Neomochtherus och familjen rovflugor. Inga underarter finns listade i Catalogue of Life.